# Methyllithium
Methyllithium je organická sloučenina se vzorcem CH3Li (zkráceně MeLi), nejjednodušší organolithná sloučenina. Tato značně reaktivní látka, zaujímající v pevném stavu i v roztocích oligomerní strukturu, se v podobě etherového roztoku používá v organické syntéze a organokovové chemii. Pracuje se s ním se v bezvodých prostředích, protože s vodou prudce reaguje; také je citlivé na kyslík a oxid uhličitý. Obvykle se nepřipravuje, protože je dostupné rozpuštěné v různých etherech.

## Výroba a příprava
Při přímé syntéze reaguje brommethan se suspenzí lithia v diethyletheru.
2 Li + MeBr → LiMe + LiBr
Vzniklý bromid lithný vytváří s methyllithiem komplex, ten je tak obsažen ve většině komerčně dostupného methyllithia. Methyllithium bez halogenidů se získává z chlormethanu. Chlorid lithný se z diethyletheru vysráží, protože s methyllithiem netvoří stálejší komplex; filtrát tak obsahuje methyllithium v dobré čistotě.
Komerčně dostupné methyllithium může být také zreagováno s 1,4-dioxanem, přičemž se vysráží LiBr(dioxan), jenž se poté oddělí filtrací.

## Reakce
Methyllithium je jak silně zásadité. tak i velmi nukleofilní (v důsledku částečného záporného náboje na atomu uhlíku) a snadno tak reaguje s akceptory elektronů a donory protonů. Oproti n-BuLi MeLi s tetrahydrofuranem za pokojové teploty reaguje pomalu a etherové roztoky jsou neomezeně stálé. Reakce s vodou a alkoholy jsou velmi prudké a nebezpečné; obecně se reakce, do kterých je zapojeno methyllithium, provádějí za nízkých teplot. MeLi lze použít k deprotonacím, častěji se ovšem k tomuto účelu používá n-butyllithium, protože je méně nákladné a reaktivnější.
Methyllithium se nejobvykleji používá jako ekvivalent methylového aniontu, například s ketony vytváří dvoukrokově terciární alkoholy:
Ph2CO + MeLi → Ph2C(Me)OLi
Ph2C(Me)OLi + H+ → Ph2C(Me)OH + Li+
Halogenidy nekovů se přeměňují na odpovídající methylové sloučeniny:
PCl3 + 3 MeL → PMe3 + 3 LiCl
K takovýmto reakcím častěji slouží methylmagnesiumhalogenidy, jež jsou podobně účinné a méně nákladné, případně snadněji připravitelné.
Methyllithium také reaguje s oxidem uhličitým za vzniku octanu lithného:
CH3Li + CO2 → CH3CO2−Li+
Reakcemi s halogenidy kovů se tvoří methylové sloučeniny, například skupina organických sloučenin mědi nazývaných Gilmanova činidla, kam mimo jiné patří dimethylměďnan lithný. Tato činidla se používají na nukleofilní substituce epoxidů, halogenalkanů a alkylsulfonátů, také na konjugované adice methylových aniontů na α,β-nenasycené karbonylové sloučeniny.
Obdobně byla připravena řada dalších methylových sloučenin.
ZrCl4 + 6 MeLi → Li2ZrMe6 + 4 LiCl

## Struktura
Rentgenovou krystalografií a (6Li, 7Li a 13C) NMR spektroskopií byly nalezeny dvě různé struktury MeLi. Tetramer tvoří kubanovitý shluk se střídáním atomů uhlíku a lithia. Vzdálenosti Li-Li jsou 268 pm, téměř stejné jako u plynného dilithia. Vazby C-Li mají délku 231 pm. Každý uhlík je vázán na tři atomy H a tři atomy Li. Netěkavost (MeLi)4 a jeho nerozpustnost v alkanech jsou způsobeny agostickými interakcemi uvnitř shluků. U objemnějších shluků, jako je (terc-butylLi)4, mají větší vliv sterické efekty a tyto látky jsou jak těkavé, tak i rozpustné v alkanech.
Označení: Li- fialová C- černá H- bílá
Hexamer vytváří šestiúhelníkové hranoly, kde se v jednotlivých vrcholech střídají atomy Li a C.
Označení: Li- fialová C- černá H- bílá
Míra shlukování, n u (MeLi)n, závisí na rozpouštědlu a na přítomnosti dalších látek (například bromidu lithného). V uhlovodíkových rozpouštědlech, jako je benzen, převažuje hexamer, zatímco v etherech je hlavní formou tetramer.

### Vazby
Shluky methyllithia mají „nedostatek elektronů“, neodpovídají oktetovému pravidlu, protože molekuly nemají na rozdíl od většiny organických sloučenin dostatečný počet elektronů, aby vytvořily čtyři dvoucenterované dvouelektronové vazby kolem každého uhlíku. Hexamer má 30 valenčních elektronů. Pokud se rozmístí 18 elektronů po silných vazbách C-H, tak jich na vazby Li-C a Li-Li zůstane 12. Celkem je potřeba šest elektronů na šest vazeb kov-kov a jeden na každou interakci methyl-η3lithium.
Energie vazeb C-Li je přibližně 240 kJ/mol.